# フィリップ・ジュリチッチ
フィリップ・ジュリチッチ（セルビア語: Филип Ђуричић、英語: Filip Đuričić、1992年1月30日 - ）は、ユーゴスラビア（現・セルビア）出身のプロサッカー選手。ギリシャ・スーパーリーグ・パナシナイコス所属。セルビア代表。ポジションはミッドフィールダー。

## 経歴

### クラブ
2005年からセルビアのレッドスター・ベオグラードのユースチームでキャリアをスタートさせ、2007年にオリンピアコスFCのユースチームに移籍した。2008年にFKラドニチュキ・オブレノヴァツに移籍しプロデビューを果たした。2010年1月、オランダのSCヘーレンフェーンに移籍した。2月20日、RKCヴァールヴァイク戦でデビューを果たした。
その後欧州の中堅クラブを転々とし、2016年にUCサンプドリアへ加入した。

### 代表
セルビア代表として各年代でプレー。
2012年2月29日のキプロス戦で先発出場しフル代表デビュー。同年9月11日のワールドカップ予選のウェールズ戦で代表初得点を挙げた。
2022年11月、2022 FIFAワールドカップに臨むセルビア代表に選出された。大会ではグループステージ2試合に出場したが、チームはグループステージ最下位で大会を後にした。

## 代表歴

### 出場大会
- セルビア代表
  - 2022 FIFAワールドカップ

### 試合数
- 国際Aマッチ 43試合 5得点（2012年-）[7]

| セルビア代表 | 国際Aマッチ | 国際Aマッチ |
| 年           | 出場        | 得点        |
| ------------ | ----------- | ----------- |
| 2012         | 8           | 2           |
| 2013         | 6           | 2           |
| 2014         | 4           | 0           |
| 2015         | 3           | 0           |
| 2016         | 2           | 0           |
| 2017         | 0           | 0           |
| 2018         | 0           | 0           |
| 2019         | 1           | 0           |
| 2020         | 4           | 0           |
| 2021         | 5           | 0           |
| 2022         | 5           | 1           |
| 2023         | 5           | 0           |
| 通算         | 43          | 5           |

## タイトル
SLベンフィカ
- プリメイラ・リーガ 2013-14
- タッサ・ダ・リーガ 2013-14